# NGC 473
NGC 473 (другие обозначения — UGC 859, MCG 3-4-22, ZWG 459.30, IRAS01172+1616, PGC 4785) — галактика в созвездии Рыбы. Открыта Уильямом Гершелем в 1784 году, описывается Дрейером как «очень тусклый, маленький объект».
В NGC 473 имеется кольцевая область активного звездообразования, которая имеет небольшую скорость (в пределах 5 км/c).
Этот объект входит в число перечисленных в оригинальной редакции «Нового общего каталога».